# Sjarhej Tsjernik
Sjarhej Tsjernik (Hrodna, 5 maart 1988) is een Wit-Russisch voetballer die speelt als doelman. In januari 2025 verruilde hij Sjachtsjor Salihorsk voor FK Sloetsk. Tsjernik maakte in 2013 zijn debuut in het Wit-Russisch voetbalelftal.

## Clubcarrière
Tsjernik speelde in de jeugdopleiding van Neman Grodno, tot hij in 2010 opgenomen werd in het eerste elftal. De doelman maakte zijn debuut op 23 juni 2010, toen met 4–0 verloren werd van Dynamo Brest. Begin 2014 maakte Tsjernik de overstap naar regerend landskampioen BATE Barysaw. Met BATE werd hij in zijn eerste seizoen landskampioen. Dat seizoen kwam hij negenentwintig competitieoptredens en ook speelde hij elf duels in de UEFA Champions League. In de zomer van 2016 verkaste Tsjernik voor circa vijfhonderdduizend euro naar AS Nancy, waar hij zijn handtekening zette onder een verbintenis voor de duur van drie seizoenen. Na afloop van dit contract keerde de keeper transfervrij terug bij BATE Barysaw. Na een halfjaar verkaste Tsjernik naar Irtysj Pavlodar. Medio 2020 verliep zijn verbintenis en hierop verliet hij de club. Na een half seizoen bij Haradzeja tekende hij in januari 2021 voor Sjachtsjor Salihorsk. Vier jaar later verkaste Tsjernik naar FK Sloetsk.

## Clubstatistieken
| Seizoen | Club                 | Competitie       | Competitie | Competitie | Beker | Beker | Internationaal | Internationaal | Totaal | Totaal |
| Seizoen | Club                 | Competitie       | Wed.       | Dlp.       | Wed.  | Dlp.  | Wed.           | Dlp.           | Wed.   | Dlp.   |
| ------- | -------------------- | ---------------- | ---------- | ---------- | ----- | ----- | -------------- | -------------- | ------ | ------ |
| 2010    | Neman Grodno         | Vysjejsjaja Liha | 15         | 0          | 2     | 0     | —              | —              | 17     | 0      |
| 2011    | Neman Grodno         | Vysjejsjaja Liha | 23         | 0          | 7     | 0     | —              | —              | 30     | 0      |
| 2012    | Neman Grodno         | Vysjejsjaja Liha | 29         | 0          | 4     | 0     | —              | —              | 33     | 0      |
| 2013    | Neman Grodno         | Vysjejsjaja Liha | 31         | 0          | 0     | 0     | —              | —              | 31     | 0      |
| 2014    | BATE Barysaw         | Vysjejsjaja Liha | 29         | 0          | 5     | 0     | 11             | 0              | 45     | 0      |
| 2015    | BATE Barysaw         | Vysjejsjaja Liha | 24         | 0          | 3     | 0     | 12             | 0              | 39     | 0      |
| 2016    | BATE Barysaw         | Vysjejsjaja Liha | 12         | 0          | 6     | 0     | 0              | 0              | 18     | 0      |
| 2016/17 | AS Nancy             | Ligue 1          | 17         | 0          | 4     | 0     | —              | —              | 21     | 0      |
| 2017/18 | AS Nancy             | Ligue 2          | 9          | 0          | 4     | 0     | —              | —              | 13     | 0      |
| 2018/19 | AS Nancy             | Ligue 2          | 18         | 0          | 2     | 0     | —              | —              | 20     | 0      |
| 2019/20 | BATE Barysaw         | Vysjejsjaja Liha | 7          | 0          | 1     | 0     | 0              | 0              | 8      | 0      |
| 2020    | Irtysj Pavlodar      | Premjer-Liga     | 2          | 0          | 0     | 0     | —              | —              | 2      | 0      |
| 2020    | Haradzeja            | Vysjejsjaja Liha | 5          | 0          | 1     | 0     | —              | —              | 6      | 0      |
| 2021    | Sjachtsjor Salihorsk | Vysjejsjaja Liha | 9          | 0          | 2     | 0     | 0              | 0              | 11     | 0      |
| 2022    | Sjachtsjor Salihorsk | Vysjejsjaja Liha | 18         | 0          | 0     | 0     | 0              | 0              | 18     | 0      |
| 2023    | Sjachtsjor Salihorsk | Vysjejsjaja Liha | 6          | 0          | 3     | 0     | 0              | 0              | 9      | 0      |
| 2024    | Sjachtsjor Salihorsk | Vysjejsjaja Liha | 22         | 0          | 2     | 0     | —              | —              | 24     | 0      |
| 2025    | FK Sloetsk           | Vysjejsjaja Liha | 0          | 0          | 0     | 0     | —              | —              | 0      | 0      |
| Totaal  | Totaal               | Totaal           | 276        | 0          | 45    | 0     | 23             | 0              | 344    | 0      |

Bijgewerkt op 6 februari 2025.

## Interlandcarrière
Tsjernik debuteerde in het Wit-Russisch voetbalelftal op 15 november 2013 in een vriendschappelijke wedstrijd tegen Albanië (0–0). Hij mocht van bondscoach Georgi Kondratjev het gehele duel meespelen. De andere debutant dit duel was Mikhail Gordeitsjoek (Belshina Babrujsk). Tijdens zijn vierde interland, op 18 november 2014, tegen Mexico (3–2 winst) droeg de doelman voor het eerst de aanvoerdersband.
| Interlands van Sjarhej Tsjernik voor Wit-Rusland | Interlands van Sjarhej Tsjernik voor Wit-Rusland | Interlands van Sjarhej Tsjernik voor Wit-Rusland | Interlands van Sjarhej Tsjernik voor Wit-Rusland | Interlands van Sjarhej Tsjernik voor Wit-Rusland | Interlands van Sjarhej Tsjernik voor Wit-Rusland |
| №                                                | Datum                                            | Wedstrijd                                        | Uitslag                                          | Competitie                                       | Goals                                            |
| Als speler van Neman Grodno                      | Als speler van Neman Grodno                      | Als speler van Neman Grodno                      | Als speler van Neman Grodno                      | Als speler van Neman Grodno                      | Als speler van Neman Grodno                      |
| ------------------------------------------------ | ------------------------------------------------ | ------------------------------------------------ | ------------------------------------------------ | ------------------------------------------------ | ------------------------------------------------ |
| 1                                                | 15 november 2013                                 | Albanië – Wit-Rusland                            | 0 – 0                                            | Vriendschappelijk                                |                                                  |
| Als speler van BATE Barysaw                      |                                                  |                                                  |                                                  |                                                  |                                                  |
| 2                                                | 21 mei 2014                                      | Liechtenstein – Wit-Rusland                      | 1 – 5                                            | Vriendschappelijk                                |                                                  |
| 3                                                | 4 september 2014                                 | Wit-Rusland – Tadzjikistan                       | 6 – 1                                            | Vriendschappelijk                                |                                                  |
| 4                                                | 18 november 2014                                 | Wit-Rusland – Mexico                             | 3 – 2                                            | Vriendschappelijk                                |                                                  |
| 5                                                | 30 maart 2015                                    | Gabon – Wit-Rusland                              | 0 – 0                                            | Vriendschappelijk                                |                                                  |
| 6                                                | 7 juni 2015                                      | Rusland – Wit-Rusland                            | 4 – 2                                            | Vriendschappelijk                                |                                                  |
| 7                                                | 25 maart 2016                                    | Armenië – Wit-Rusland                            | 0 – 0                                            | Vriendschappelijk                                |                                                  |
| 8                                                | 31 mei 2016                                      | Ierland – Wit-Rusland                            | 1 – 2                                            | Vriendschappelijk                                |                                                  |
| Als speler van AS Nancy                          |                                                  |                                                  |                                                  |                                                  |                                                  |
| 9                                                | 9 november 2016                                  | Griekenland – Wit-Rusland                        | 0 – 1                                            | Vriendschappelijk                                |                                                  |
| 10                                               | 1 juni 2017                                      | Zwitserland – Wit-Rusland                        | 1 – 0                                            | Vriendschappelijk                                |                                                  |
| 11                                               | 9 juni 2017                                      | Wit-Rusland – Bulgarije                          | 2 – 1                                            | WK 2018 kwalificatie                             |                                                  |
| 12                                               | 31 augustus 2017                                 | Luxemburg – Wit-Rusland                          | 1 – 0                                            | WK 2018 kwalificatie                             |                                                  |
| 13                                               | 3 september 2017                                 | Wit-Rusland – Zweden                             | 0 – 4                                            | WK 2018 kwalificatie                             |                                                  |
| 14                                               | 7 oktober 2017                                   | Wit-Rusland – Nederland                          | 1 – 3                                            | WK 2018 kwalificatie                             |                                                  |
| 15                                               | 10 oktober 2017                                  | Frankrijk – Wit-Rusland                          | 2 – 1                                            | WK 2018 kwalificatie                             |                                                  |
| 16                                               | 8 september 2018                                 | Wit-Rusland – San Marino                         | 5 – 0                                            | Nations League 2018/19                           |                                                  |
| 17                                               | 11 september 2018                                | Moldavië – Wit-Rusland                           | 0 – 0                                            | Nations League 2018/19                           |                                                  |
| 18                                               | 18 november 2018                                 | San Marino – Wit-Rusland                         | 0 – 2                                            | Nations League 2018/19                           |                                                  |
| Als speler van BATE Barysaw                      |                                                  |                                                  |                                                  |                                                  |                                                  |
| 19                                               | 19 november 2019                                 | Montenegro – Wit-Rusland                         | 2 – 0                                            | Vriendschappelijk                                |                                                  |
| Als speler van Sjachtsjor Salihorsk              |                                                  |                                                  |                                                  |                                                  |                                                  |
| 20                                               | 2 september 2021                                 | Tsjechië – Wit-Rusland                           | 1 – 0                                            | WK 2022 kwalificatie                             |                                                  |
| 21                                               | 5 september 2021                                 | Wit-Rusland – Wales                              | 2 – 3                                            | WK 2022 kwalificatie                             |                                                  |
| 22                                               | 8 september 2021                                 | Wit-Rusland – België                             | 0 – 1                                            | WK 2022 kwalificatie                             |                                                  |
| 23                                               | 13 november 2021                                 | Wales – Wit-Rusland                              | 5 – 1                                            | WK 2022 kwalificatie                             |                                                  |

Bijgewerkt op 6 februari 2025.

## Erelijst
| Competitie           |              |              |              |              |
| Competitie           | Aantal       | Jaren        |              |              |
| BATE Barysaw         | BATE Barysaw | BATE Barysaw | BATE Barysaw | BATE Barysaw |
| -------------------- | ------------ | ------------ | ------------ | ------------ |
| Vysjejsjaja Liha     | 2            | 2014, 2015   |              |              |
| Supercup             | 2            | 2015, 2016   |              |              |
| Sjachtsjor Salihorsk |              |              |              |              |
| Vysjejsjaja Liha     | 2            | 2021, 2022   |              |              |
| Koebak Belaroesi     | 1            | 2022/23      |              |              |
| Supercup             | 2            | 2021, 2023   |              |              |